# Terry Medwin
Pour les articles homonymes, voir Medwin.
Terence Cameron Medwin, dit Terry Medwin, est un footballeur international gallois, né le 25 septembre 1932 à Swansea (Pays de Galles) et mort le 1er mai 2024.

## Biographie
Jouant comme milieu de terrain, il fut à 30 reprises un international gallois de 1953 à 1963, marquant 6 buts. Avec la sélection galloise, il participa à la Coupe du monde de football 1958, en Suède. Il tombe dans le groupe de la Suède, de la Hongrie et le Mexique. Au 1er tour, le Pays de Galles termine 2d à égalité avec la Hongrie et doit donc disputer un match d’appui. C’est lui qui donne la victoire à la 76e minute, contre la Hongrie pour une victoire 2 buts à 1. Le Pays de Galles sera éliminé en quarts de finale par le Brésil (0-1). Il fait 4 des 5 matchs en Coupe du monde de football, ratant le match contre la Suède.
Il ne connut que deux clubs dans sa carrière :  Swansea City et Tottenham Hotspur. Avec Tottenham, il remporta beaucoup de titres mais durant la saison 1962-1963, il doit arrêter sa carrière du fait de sa jambe cassée, ce qui l'empêchera de gagner la Coupe d'Europe des vainqueurs de coupe de football en 1963.

## Palmarès
Avec Swansea City
- Coupe du Pays de Galles de football
  - Vainqueur en 1950
  - Finaliste en 1956

Avec Tottenham Hotspur FC
- Community Shield
  - Vainqueur en 1961 et 1962
- Coupe d'Angleterre de football
  - Vainqueur en 1961, 1962.
- Championnat d'Angleterre de football
  - Vainqueur en 1961
  - Vice-champion en 1962.